# Hypsykratia

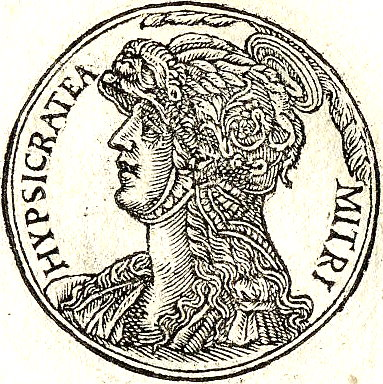
Hypsykratia (rysunek ze zbioru Promptuarii Iconum Insigniorum

Hypsykratia (zm. 63 p.n.e.) – kaukaska kochanka i szósta żona króla Pontu Mitrydatesa VI Eupatora.
Hypsykratia była szóstą i najbardziej ukochaną żoną Mitrydatesa VI. Z miłości do niego uczestniczyła w bitwach jakie toczył, nosiła zbroję i ścinała włosy jak mężczyźni, towarzyszyła mu również w wygnaniu. Kilkakrotnie oddała na rzecz skarbu królewskiego swoje klejnoty i bogactwa, dowodziła jego armią i sam Mitrydates uważał ją za największą pociechę wśród morza porażek Miała bardzo dobrze posługiwać się toporem, włócznią, mieczem oraz łukiem.
Kiedy Mitrydates VI został pokonany przez Pompejusza Wielkiego Hypsykratii udało się uciec za zgodą męża ze strzeżonego przez Rzymian Pontu i z Azji Mniejszej działać na korzyść męża. Po jego samobójczej śmierci obcięła włosy, poraniła sobie twarz i przywdziała żałobę mówiąc, że nie przystoi, by psy kładły się tam gdzie leżał jeleń. Do śmierci miała pozostać jego zagorzałą sojuszniczką.
Między tymi była także hetera Hypsykratia, zawsze jakoś męski zachowująca charakter, męską odwagę. Sam król nazywał ją Hypsykratesem. Wtedy też miała perski strój męski i konia. Nie nużyła się fizycznie długimi jazdami ani się męczyła opieką nad królem i jego koniem. 
Waleriusz Maksymus tak opisuje niezwykłą urodę Hypsykratii:
Królowa Hypsykratia niezwykle kochała męża – to dla niego porzuciła zacny blask jej urody niewieściej i przejąwszy męski strój w wojnę mu towarzyszyła. Obcięła swoje piękne włosy i do konia i broni tak przywykła, że mogła odtąd dzielić jego trudy i zwycięstwa. Gdy został pokonany przez wielkiego Pompejusza, towarzyszyła mu w wygnaniu i w ciele i w duchu nieporuszonym. Jej niezwykła wierność była dla Mitrydatesa największą osłodą wygnania.